# ويس جارفيس
ويس جارفيس هو لاعب هوكي الجليد كندي، ولد في 30 مايو 1958 في تورونتو في كندا.

## وصلات خارجية
- ويس جارفيس على موقع دوري الهوكي الوطني (الإنجليزية)
- ويس جارفيس على موقع قاعة مشاهير الهوكي (لاعب أن.إتش.أل) (الإنجليزية)
- ويس جارفيس على موقع EliteProspects.com (الإنجليزية)
- ويس جارفيس على موقع HockeyDB.com (الإنجليزية)
- ويس جارفيس على موقع Hockey-Reference.com (الإنجليزية)